# Lonchidia maculipennis
Lonchidia maculipennis är en stekelart som först beskrevs av Anders Gustav Dahlbom 1842.  Lonchidia maculipennis ingår i släktet Lonchidia, och familjen glattsteklar. Arten är reproducerande i Sverige.